# XYP
XYP ist eine sechsköpfige britisch-niederländische Popband. Sie wurde im Jahr 2006 unter Mithilfe zahlreicher prominenter Songschreiber und Musikproduzenten, darunter Gary Barlow und Elliot Kennedy (Spice Girls, Atomic Kitten), in Amsterdam gegründet. Obwohl die drei Jungen und drei Mädchen wie andere Castingbands zusammengestellt wurden, unterscheiden sie sich durch das Schreiben und Komponieren eigener Songs von vergleichbaren Bands. Ihr Name ist ein Akronym: X und Y stehen dabei für die menschlichen Geschlechtschromosomen, P für Projekt.
In Zusammenarbeit mit den Produzenten hinter James Blunt, Dannii Minogue und Christina Aguilera entstand Ende 2006 das Debütalbum der Band. Die erste daraus ausgekoppelte Single Body to Body erreichte Anfang 2007 Platz 1 der niederländischen Singlecharts.

## Mitglieder
- Iris van Kempen (* 22. August 1986 in Amsterdam Niederlanden)
- Emma Winterbourne (* 13. Juli 1986 in Reading, England)
- Tesni Jones (* 14. Februar 1985 in Colwyn Bay Wales)
- Craigh Cavanagh (* 12. November 1985 in Glasgow, Schottland)
- Christon Kloosterboer (* 22. September 1982 in Zwolle, Niederlanden)
- Bart Voncken (* 14. Februar 1984 in Landgraaf, Niederlande)

## Diskografie

### Alben
| Jahr | Titel       | Höchstplatzierung, Gesamtwochen, AuszeichnungChartsChartplatzierungen (Jahr, Titel, Platzierungen, Wochen, Auszeichnungen, Anmerkungen) | Anmerkungen |
| Jahr | Titel       | NL | Anmerkungen |
| ---- | ----------- | --- | ----------- |
| 2007 | Confessions | NL24 (11 Wo.)NL |             |

### Singles
| Jahr | Titel Album                     | Höchstplatzierung, Gesamtwochen, AuszeichnungChartsChartplatzierungen (Jahr, Titel, Album, Platzierungen, Wochen, Auszeichnungen, Anmerkungen) | Anmerkungen |
| Jahr | Titel Album                     | NL | Anmerkungen |
| ---- | ------------------------------- | --- | ----------- |
| 2006 | Body To Body Confessions        | NL1 (16 Wo.)NL |             |
| 2007 | Confessions                     | NL2 (8 Wo.)NL |             |
| 2007 | I Wanna Be Like You Confessions | NL12 (6 Wo.)NL |             |